# Pere Fontàs i Puig
Pere Fontàs i Puig (Amer, la Selva, 13 d'agost de 1932 - Amer, la Selva, 9 de juliol de 2002) fou un intèrpret de fiscorn i piano, pedagog, i compositor de sardanes català.
Va dedicar gairebé tota la vida a la música en general i a la sardana en particular. Des dels 13 anys fins que es va retirar l'any 1993, Fontàs va pertànyer a diverses cobles, entre les quals cal destacar, a part de la Moderna d'Amer (1946-1951), on va començar, Els Montgrins (1955-1960) i la Selvatana (1964-1984), la qual va dirigir durant 30 anys.
Pere Fontàs va compondre una setantena de sardanes entre les quals destaquen La planxadora de casa, En Joan i la Maria Pilar, Aires amerencs, Dalt del padró, Montsevalls i, sobretot El Parc de la Guineu, interpretada infinitat de vegades per totes les cobles del país.
Guanyador de diversos premis sardanístics, entre els quals el de la Sardana de l'any (Montsevalls el 1975, i El parc de la Guineu el 1977), i el Joaquim Serra (Castell d'Estela el 1980), el mestre Fontàs va compartir l'any 1988 la Creu de Sant Jordi que la Generalitat de Catalunya va atorgar a la Selvatana amb motiu del seu 75è aniversari.
Fou un excel·lent pedagog, més de tres-cents alumnes varen rebre les seves ensenyances, també els darrers temps, malgrat la malaltia que no li permetia fer gaire esforç.

## Memorial Pere Fontàs
L'ajuntament d'Amer, conjuntament amb l'Agrupació Sardanista Amer i el Grup Excursionista Esquelles convoquen bianualment el Concurs de composició de sardanes Vila d'Amer, Memorial Pere Fontàs, que s'instituí el 2003, un any després de la mort del compositor. El 2018, el 1r premi del Jurat tenia una remuneració de 1.300 €, el 2n de 700 € i el premi del Jurat Popular de 600 €.
En les diverses edicions, s'ha atorgat a:
- 2004 - Josep Coll i Ferrando, primer premi del jurat per Sant Martí d'Empúries, Jordi Moraleda, segon premi per Romanç de la Brígida i en Climent; Pau Castanyer, premi popular per L'estrella del dia
- 2006 - Agustí Pedrico, primer premi del jurat per Santa Brígida, Jaume Cristau, segon premi per Pere Fontàs en la memòria; Josep Solà, premi popular per Joiosa Vila d'Amer
- 2008 - Jaume Cristau, primer premi del jurat per La vall del riu Brugent, Agustí Pedrico, Terra d'avellaners, segon premi; Jaume Cristau premi popular; Jesús Bosch, premi a l'autor amerenc per La faràndula del Brugent
- 2010 - Joan Vila i Safont, premi del jurat per Torre de Roca-salba, Jaume Cristau, segon premi per D'Amer, "amarats" de música; Francesc Teixidó, premi popular per Records amerencs; Jesús Bosch, premi a l'autor amerenc per Recordant temps millors
- 2012 - Antoni Serra, premi del jurat per L'Amer d'en Fontàs, Joan Vila, segon premi del jurat per Els cingles de Sant Roc; Antoni Serra també premi popular[1]
- 2014 - Lluís Alcalà, premi del jurat per La font dels músics, Joan Vila, segon premi per Albada al monestir de Santa Maria; Marc Timón, premi popular per Recordant el mestre Fontàs[2]
- 2016 - Antoni Mas i Bou, premi del jurat i popular a la sardana Pujant a Santa Brígida, Daniel Gasulla, segon premi per Serrat de Folgueroles
- VIII 2018 - Antoni Serra, Xiulet de cargolina (premi del jurat i popular), i Daniel Gasulla segon premi per A la llera del Brugent[3]